# 鷹フィニストの羽根

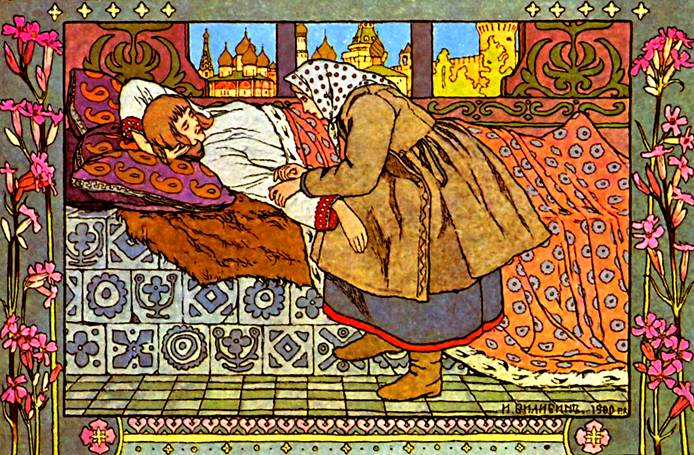
イヴァン・ビリビン画、鷹フィニストの羽根

鷹フィニストの羽根（たかフィニストのはね）は、ロシアの民話。アレクサンドル・アファナーシェフの編纂した『ロシア民話集』に収められている。AT分類432。

## あらすじ
商人が自分の3人の娘に街で何を買ってきてほしいか聞いた。上の2人はドレスやショールを望んだが、末娘は赤い花がほしいといった。商人は街へ行きドレスやショールを買うことはできたが、赤い花を手に入れることはできなかった。しばらくして商人はまた街へ出かけることになった。上の2人は金のネックレスやイヤリングを望んだが、末娘は赤い花を望んだ。商人はイヤリングやネックレスを買うことはできたが、赤い花を手に入れることはできなかった。
またしばらくして商人は街へ出かけることになった。上の2人はサテンの靴や絹のペティコートを望んだが、末娘は赤い花を望んだ。商人は靴やペティコートを買うことはできたが、赤い花を買うことはできなかった。家へ帰る途中、商人は赤い花を持つという老人に出会う。商人はその花を手に入れようとするが、老人はこの花をもつものは鷹のフィニストと結婚しなければならないとして断る。商人は条件を呑んで赤い花を手に入れ末娘に渡す。その夜末娘の部屋に鷹が飛んでくる。鷹が部屋の床に着地すると王子に変身した。王子は娘とのひと時を過ごすと鷹に変身して飛んで行った。末娘はそれ以降フィニストとあっていたが、怪しんだ姉たちが窓にナイフを仕掛けたためフィニストは部屋に入ることができず、遠くへ飛び去ってしまう。
翌朝目覚めた末娘は事の次第を知ってフィニストを探す旅に出る。3対の鉄靴と3本の鉄杖をすり減らすが、3人のバーバ・ヤーガの手助けもあり、末娘はフィニストのもとにたどり着く。フィニストはすでに婚約していたので、末娘は使用人としてフィニストに近づく。末娘はフィニストの婚約者の前でバーバ・ヤーガから貰った道具を見せ、道具と引き換えにフィニストと一夜を過ごすことを認めさせる。始めの2晩はフィニストがぐっすり眠っていたが、その次の晩に末娘の涙でフィニストは起き、婚約者の前から2人で逃げ出す。末娘は着飾った姿で父親のもとへもどり、盛大な結婚式を挙げた。

## 変形
話によっては姉たちの欲しがるものが異なっている。末娘の望むものは3回とも同じであるが、赤い花ではなくフィニストの羽根を望むものもある。また不思議な老人は登場せずに、街で末娘の欲しいものを買ってくるものもある。捜索の旅の様子、物語の結末などにも差異がある。